# Nawadnianie pokładu
Nawadnianie pokładu – Jedna z metod aktywnej profilaktyki tąpaniowej.
Polega ona na wtłaczaniu w pokład wody, która powoduje:
- Spadek wskaźników sprężystości i wytrzymałości skały
- Powstanie sieci sztucznych szczelin (przy wysokim ciśnieniu)
- Zmniejszenie tarcia wewnętrznego

## Nawadnianie filtracyjne
Woda wtłaczana jest pod niskim (ok. 2 MPa) ciśnieniem. Metoda ta stosowana jest dość rzadko, najczęściej jako faza wstępna lub kontynuacja nawadniania zruszającego. Po pewnym czasie od zakończenia nawadniania pokład wysycha i przynajmniej częściowo odzyskuje skłonność do tąpań.

## Nawadnianie zruszające
Woda wtłaczana jest pod ciśnieniem około 25MPa. Podczas wtłaczania wody początkowo następuje systematyczny wzrost ciśnienia, a kiedy środowisko skalne zostaje zruszone, ciśnienie spada. Proces ten może być przerwany i kontynuowany jako nawadnianie filtracyjne.

## Metody nawadniania
- Metoda krótkich otworów wierconych od czoła ściany

Otwory prostopadłe lub prawie prostopadłe do czoła ściany, najczęściej w połowie wysokości.
- Metoda długich otworów równoległych do czoła ściany

Otwory równoległe do frontu eksploatacyjnego, nawadnianie rozpoczyna się dwoma otworami położonymi naprzeciwlegle i najbliżej czoła ściany.
- Metoda kombinowana

Nawodnienie partii pokładu za pomocą długich i krótkich otworów – przy dużej szerokości ściany lub dużym zagrożeniu tąpaniami